# Birgitta Fernström
Kerstin Birgitta Fernström Sotheran, född 27 februari 1943 i Skultuna, är en svensk skådespelare och sångerska samt egenpublicerad författare.

## Biografi
Fernström utbildade sig ursprungligen till lärare och tog sånglektioner på fritiden. Hon började som korist vid Riksteatern och utbildade sig därefter från 1970 på musikdramatisk linje vid Statens scenskola i Göteborg med ytterligare studier i Storbritannien, Irland och Italien. Hon har bland annat varit verksam vid Borås stadsteater, Stora Teatern i Göteborg, Älvsborgsteatern och Åbo svenska teater samt arbetat som lärare i teater vid gymnasieskolor i Ulricehamn, Växjö och Örebro.
Fernström har medverkat i flera TV-serier, däribland Jackie Södermans Jourhavande och Hem till byn, Carin Mannheimers Lära för livet samt Håkan Ersgårds Hedebyborna. Hon har även medverkat i Johan Falk-filmen Kodnamn Lisa och flera svenskspråkiga dubbningar av Disney-filmer och TV-serier som gjorts i KM Studio.
Hon debuterade som barnboksförfattare 2010 med Den musikaliska musen Ebba. Alla hennes böcker har publicerats på det egna förlaget Glimmergummans förlag.
Fernström har varit ordförande för nätverket BPW Swedens lokalavdelning i Borås och ledamot i nätverkets förbundsstyrelse. Hon var även president i Borås södra Rotaryklubb- för året 2015-2016.

## Filmografi
- 1986 – My Little Pony: Rampljus
- 1986 – My Little Pony: Den vilda dalens undergång
- 1986 – My Little Pony: Den vilda dalens undergång II
- 1986 – My Little Pony: Spöket på Paradisets Herrgård
- 1986 – My Little Pony: De magiska mynten
- 1986 – My Little Pony: Låtsasleken
- 1986 – My Little Pony: Tambelons återkomst
- 1986 – My Little Pony: Sweet Stuff och skattjakten
- 1986 – My Little Pony: Den gyllene porten
- 1989 – Piff och Puff – Räddningspatrullen – Pärlan
- 1992 – Bumbibjörnarna Nanna[9]
- 1995 – Pongo och de 101 dalmatinerna – Nanny
- 1997 – Dumbo – Giggles